# Satellitenkamera

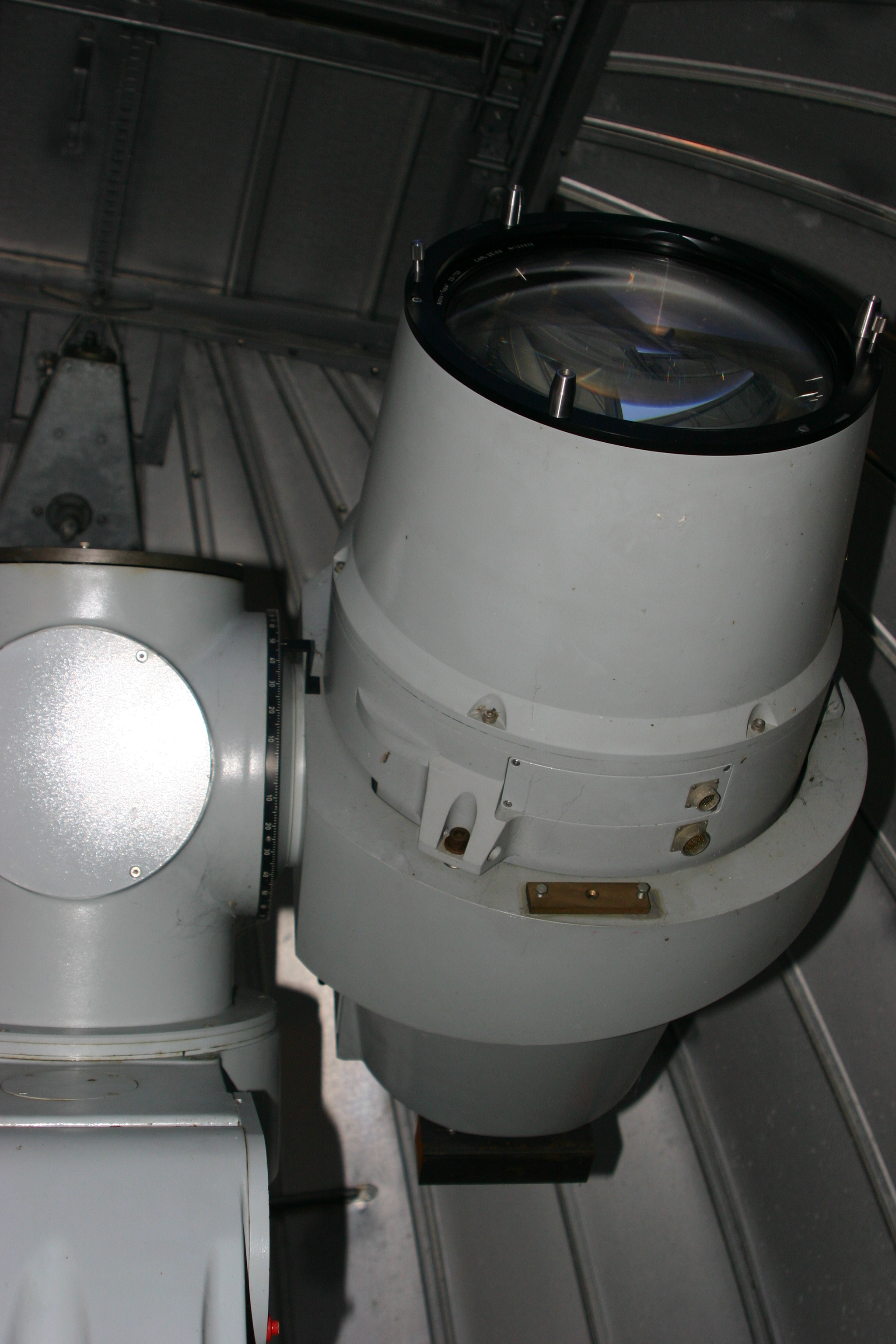
Satellitenkamera BMK 75

Eine Satellitenkamera dient der fotografischen Beobachtung von künstlichen Erdsatelliten oder ballistischen Flugkörpern vor dem Hintergrund des Sternhimmels.
Diese speziellen, auf ortsfesten Satellitenstationen eingesetzten Kameras wurden teilweise schon vor 1957 (Beginn der Raumfahrt) entwickelt. Sie haben typische Brennweiten von 30–70 cm bei einer Lichtstärke von 1:2 bis 1:5. Das nutzbare Gesichtsfeld umfasst bei Platten- bzw. Filmbreiten von 20 cm etwa 20–50 Winkelgrade. Bei Einsatz neuerer CCD-Sensoren ist die Brennweite hingegen zu reduzieren.

## Bekannte Kameratypen
Satellitenkameras unterscheidet man einerseits nach der Brennweite, andrerseits nach der Art ihrer Montierung. Ballistische Kameras sind azimutal („Altaz“) montiert, also mit einer lotrechten und einer waagrechten Achse, und machen die Aufnahmen in feststehender Richtung. Die Sterne zeichnen daher wegen der Erdrotation kurze Spuren, die Satelliten lange.
Die aus Astrografen weiterentwickelten Kameras werden hingegen dem Sternhimmel nachgeführt, sodass die für die Ausmessung benützten Referenzsterne punktförmig abgebildet sind. Einige Sonderkonstruktionen können sogar den Satelliten nachgeführt werden, weil sie drei- oder vierachsig ausgeführt sind.

### Ballistische Kameras
Die stärkste Verbreitung hatte die ballistische Kamera BC-4 der schweizerischen Firma Wild Heerbrugg (heute im Leica-Konzern) mit 18x18cm-Fotoplatten. Das lichtstarke Kameraobjektiv mit 1:2/305mm gibt es auch mit längerer Brennweite von 450 Millimeter.
Einige andere Kameras entstanden als Prototypen an verschiedenen Hochschulinstituten, kamen aber meist nicht zur Serienreife. Lediglich eine vom Institut géographique national in Paris entwickelte IGN-Kamera ist weiter verbreitet.

### Kameras aus Astronomie und Photogrammetrie
In Russland wurden zwei langbrennweitige Kameratypen aus Astrografen weiterentwickelt, die ältere KFA 1000 (1 m Brennweite) und die AFU 75 von 1970. Beide wurden in Kleinserien gebaut und erreichten 1–2 Winkelsekunden Messgenauigkeit. Auch die USA benützten in den 1960er-Jahren Kameras aus anderen Anwendungsbereichen, u. a. die langbrennweitige PC-1000 aus Spezialaufgaben der Photogrammetrie. Andere Kameras basieren auf dem Prinzip des astronomischen Schmidt-Teleskops, wie etwa das in der DDR entwickelte Satellitenbeobachtungsgerät („SBG“) und die in nur wenigen Exemplaren gebaute englische Hewitt-Kamera.

### Mehrachsige Satellitenkameras
Unter den mit spezieller Korrektorplatte ausgestatteten Super-Schmidt-Optiken am weitesten verbreitet ist die dreiachsig montierte, 1956 entwickelte Baker-Nunn-Kamera mit dem damals außerordentlichen Öffnungsverhältnis von 1:1 und 50 cm Brennweite, bei der der rasch transportierbare Filmstreifen an die Krümmung der Bildebene angepasst wird.

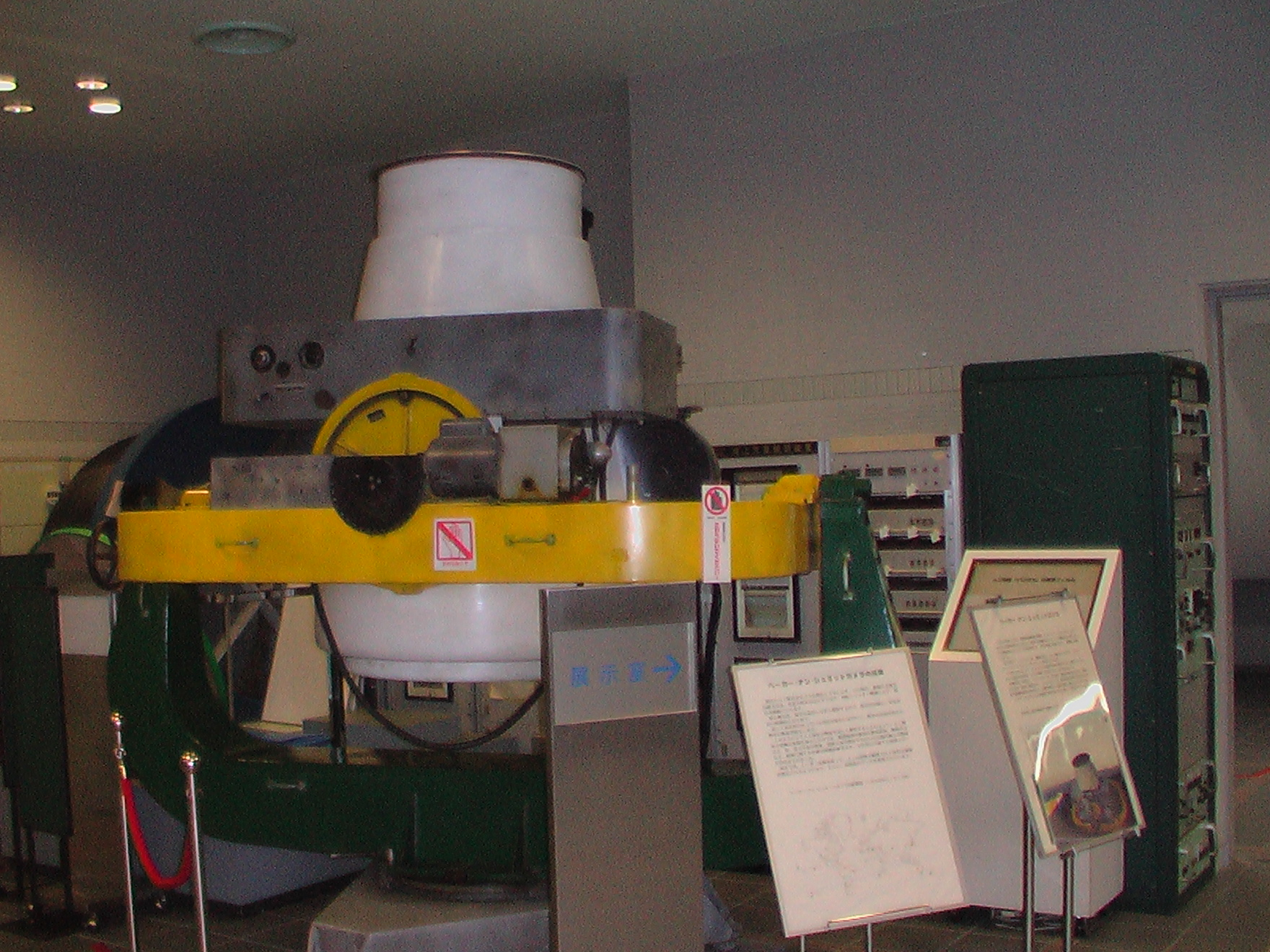
Baker-Nunn-Kamera

Die technisch anspruchsvollste Satellitenkamera ist wohl die BMK 75 von Zeiss Oberkochen. Die speziell für Satellitengeodäsie und Astrometrie entwickelte Messkamera hat eine Brennweite von 75 cm und ein Öffnungsverhältnis von 1:2,5. Neben einer äußerst geringen optischen Verzeichnung (nur 1–2 µm, was wegen der ähnlich hohen Messgenauigkeit eine spezielle Verzeichnungskorrektur erübrigt) hat sie ein ausgeklügeltes System zum raschen Plattenwechsel, das zahlreiche Aufnahmen während eines einzigen Satellitendurchgangs ermöglicht. Unter den ausgelieferten Kameras zählen jene der Fundamentalstationen in Wettzell (Bayerischer Wald) und Graz-Lustbühel (Steiermark) zu den Kameras mit der weltweit höchsten Beobachtungszahl.
Da aber die fotografische Satellitentriangulation und Satellitengeodäsie seit der SLR-Laser-Entwicklung gegenüber der nun genaueren Trilateration an Bedeutung verloren hat, werden diese Kameras teilweise auf CCD-Sensoren umgerüstet und für die Astronomie genutzt (Suche nach Kleinplaneten, Beobachtung von Kometen, veränderlichen Sternen usw.); einige wurden auch für den Einsatz als astrogeodätische Zenitkamera getestet (TU Wien, Universität Bern).

## Beobachtungstechnik
Die Spur des Satelliten (und der mitfotografierten Fixsterne) wird durch einen Rotations-Verschluss in kurze Stücke zerhackt, die mit Methoden der Astrometrie auf ±1" eingemessen werden können (siehe auch Stereokomparator). Drei Arten von Montierungen sind in Gebrauch:
- die azimutale Montierung hat eine senkrechte und eine waagrechte Achse (angewendet bei der ballistischen Kamera)
- die äquatoriale Montierung (auch als parallaktische Montierung bezeichnet) wird den Sternen nachgeführt. Eine der Achsen ist (wie bei Sternwarte-Teleskopen) zum Himmelspol ausgerichtet
- die mehrachsige Montierung hat drei oder vier Achsen. Sie kann genähert dem Satelliten nachgeführt werden. Die bekannteste Kamera ist die Baker-Nunn.

Für Zwecke der Satellitengeodäsie wurden eigene Sternkataloge berechnet, z. B. der SAO-Katalog mit 259.000 Sternen.
In den letzten Jahren hat die Messmethode an Bedeutung verloren, weil die Genauigkeit der modernen Distanzmessung zu Satelliten etwa 10-mal höher ist (Laufzeitmessung mit Laser oder Mikrowellen). Deshalb wurden manche dieser Kameras auf CCD-Sensoren umgerüstet oder für astronomische Zwecke wie Beobachtung von Kometen oder Asteroiden adaptiert.